# Pasar Sebelah
Pasar Sebelah is een bestuurslaag in het regentschap Muko-Muko van de provincie Bengkulu, Indonesië. Pasar Sebelah telt 740 inwoners (volkstelling 2010).